# Leon Botstein

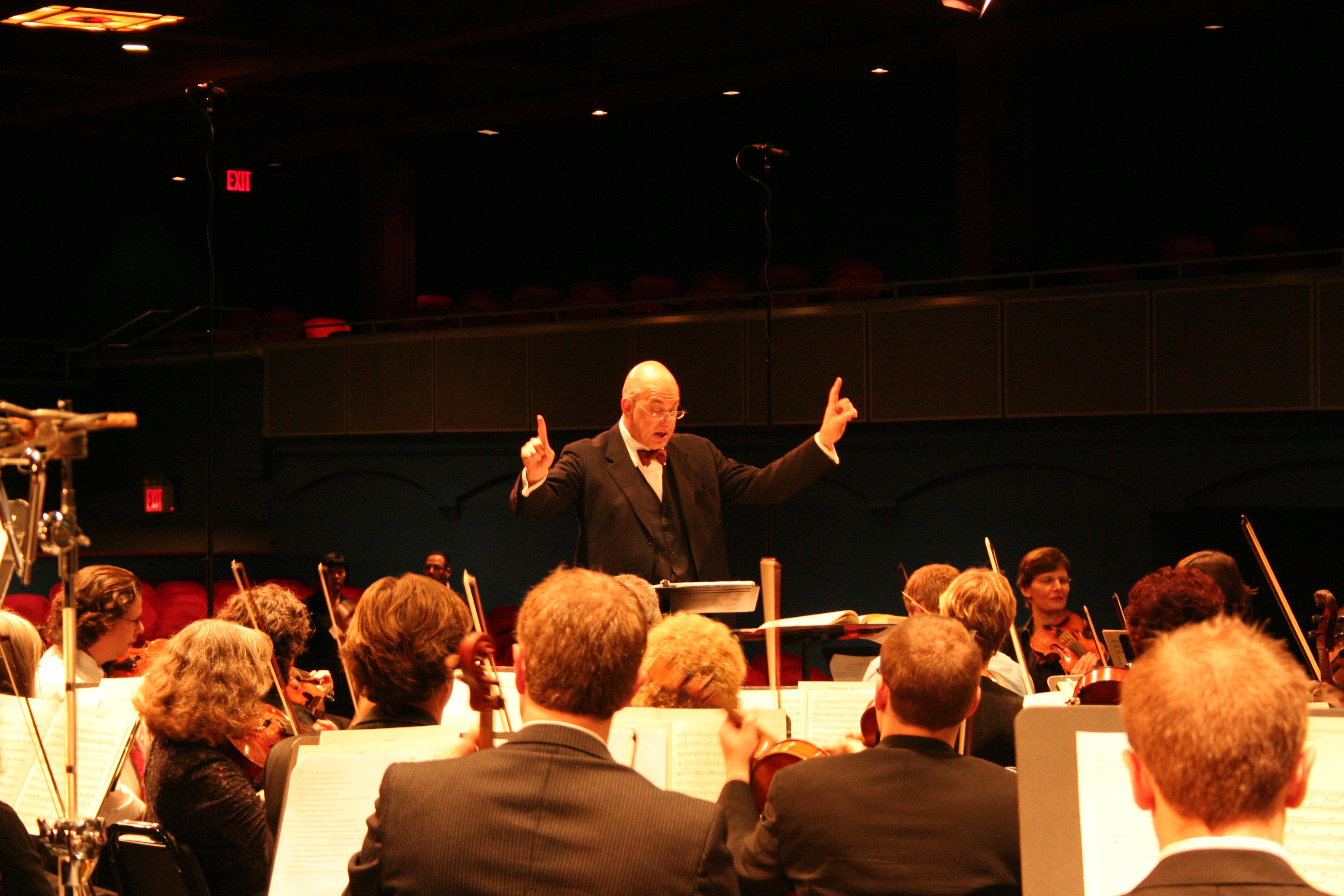
Leon Botstein

Leon Botstein (geboren 14. Dezember 1946 in Zürich) ist ein US-amerikanischer Dirigent und Musikwissenschaftler.

## Leben
Botsteins Eltern stammen aus Polen. Sie waren vor dem Zweiten Weltkrieg wegen des rassistischen Numerus clausus in Polen zum Medizinstudium in die Schweiz gegangen, Mitglieder ihrer Familien wurden Opfer des Holocaust. Der Genetiker David Botstein ist ein Bruder. Wegen der eingeschränkten Arbeitsmöglichkeiten für Ausländer in der Schweiz zogen sie nach dem Zweiten Weltkrieg in die USA, wo Botstein bis 1962 die New Yorker High School of Music and Art besuchte. Er studierte dann an der University of Chicago und der Harvard University und wurde 1970 Präsident des Franconia College.
Seit 1975 ist er Präsident des Bard College, an dem er 1990 das Bard Music Festival gründete. Seit 1992 ist er musikalischer Direktor und Erster Dirigent des American Symphony Orchestra. Von 2003 bis 2011 war er außerdem musikalischer Leiter des Jerusalem Symphony Orchestra. Als Gastdirigent arbeitete er unter anderem mit dem BBC Symphony Orchestra, dem London Symphony Orchestra, dem London Philharmonic Orchestra, dem NDR Sinfonieorchester, dem Royal Scottish National Orchestra und den Sankt Petersburger Philharmonikern.
Botstein spielte unter anderem Aufnahmen mit Werken von Ernest Chausson, Aaron Copland, Roger Sessions, George Perle, Ernst von Dohnányi, Franz Liszt, Anton Bruckner, Béla Bartók, Karl Amadeus Hartmann, Max Reger und Reinhold Glière ein. Mit dem American Symphony Orchestra nahm er eine Live-Aufführung von Richard Strauss’ Opern Die ägyptische Helena (mit Deborah Voigt) und Die Liebe der Danae (mit Lauren Flanigan) auf. Sein Album mit Gawriil Popows Erster Sinfonie und Dmitri Schostakowitschs Thema und Variationen wurde 2004 für den Grammy als beste Orchesteraufnahme nominiert.
Weiterhin ist Botstein Herausgeber des The Musical Quarterly und veröffentlichte Artikel und Bücher zur Musik und zum Judentum (unter anderem Freud und Wittgenstein – Sprache und menschliche Natur). Er wurde mit dem Preis der American Academy of Arts and Letters, dem Centennial Award der Harvard University und dem Österreichischen Ehrenkreuz I. Klasse ausgezeichnet. 2009 erhielt er den Carnegie Foundation’s Academic Leadership Award, 2011 den Leonard Bernstein Award for the Elevation of Music in Society. Seit 1993 ist er Mitglied der American Academy of Arts and Sciences und seit 2011 Mitglied der American Philosophical Society. Er ist außerdem non-resident Permanent Fellow am Wiener Institut für die Wissenschaften vom Menschen.